# Tetyana Kob
Tetyana Kob (em ucraniano: Тетяна Коб, em transliteração: Tetiana, Kovel, 25 de outubro de 1987) é uma pugilista ucraniana.

## Biografia
Kob nasceu em Kovel, município localizado na Oblast de Volínia no ano de 1987. Mudou-se para a capital ucraniana, Kiev, visando treinar em academias de boxe. Na capital, treinou em clubes como o Spartak e o Uppercut Kovel.
No ano de 2009, participou do Campeonato Europeu de Boxe Amador, realizado em Mykolaiv na Ucrânia, onde garantiu a medalha de ouro para o país-sede, superando a sueca Shipra Nilsson na luta decisiva. Após a vitória, no ano seguinte, disputou o Campeonato Mundial de Boxe Feminino realizado em Bridgetown, capital de Barbados. No mundial, Kob, garantiu a medalha de bronze, empatada com a finlandesa Hanne Mäkinen.
A atleta integrou o selecionado ucraniano que participou das Olimpíadas de Verão de 2016, realizadas na cidade do Rio de Janeiro, no Brasil. Kob disputou a categoria do peso mosca feminino, destinada a atletas de até 51 quilos. Realizou nas oitavas de final uma luta contra a pugilista búlgara Stanimira Petrova, na qual a superou por 2 a 1, tornando-se a primeira pugilista ucraniana a chegar nas quartas de final. Na etapa seguinte, disputou com a boxeadora britânica, Nicola Adams que a venceu por 3 a 0. Adams foi a vencedora da competição garantido o ouro para o Reino Unido. Com a eliminação para Adams, ficou em quinto em lugar empatada com outras três atletas, a cazaque Zhaina Shekerbekova, a tailandesa Peamwilai Laopeam e a canadense Mandy Bujold.
Após as Olimpíadas no Rio de Janeiro, em novembro do mesmo ano, participou de mais uma edição do Campeonato Europeu de Boxe Amador, desta vez realizado na cidade de Sófia,capital da Bulgária. Conquistou a medalha de prata para a Ucrânia, após ser superada na última luta pela russa Elena Savelyeva.
Na edição de 2019 do Campeonato Europeu de Boxe Amador, realizado em Alcobendas na Espanha, conquistou a medalha de bronze, dividindo o feito com a francesa Wassila Lkhadiri.